# جاك في الصندوق (فلم)
جاك في الصندوق (بالإنجليزية: The Jack in the Box)، هو فيلم رعب بريطاني من إنتاج شركة فلاور ميديا بالمملكة المتحدة، صُدر بتاريخ 3 يناير 2022. من بطولة مات ماكلور وجايمس سوانتون ومولي هيندل وميشيل لونغدن وجايسون فرايس.

## القصة
تبدأ القصة عندما يتم فتح صندوق جاك من قبل امرأة تحتضر، تدخل في صفقة مع الشيطان بداخلها والتي ستشفي مرضها مقابل مساعدتها في قتل ستة ضحايا أبرياء.